# Rafael Monasterios
Rafael Monasterios (Barquisimeto, Venezuela, 22 de noviembre de 1884 - Barquisimeto, 2 de noviembre de 1961) fue un paisajista venezolano que contribuyó a gestar el movimiento artístico conocido como Escuela de Caracas.  

## Biografía
Hijo del dibujante Pedro Monasterios y Amalia Ramos. Con apenas 7 años de edad recibió sus primeras lecciones de dibujo y pintura del artista Eliécer Uger a instancias del sacerdote Juan Pablo Wohnsiedler quien a la muerte del padre de Monasterios, se encargó de su educación. En 1901, se alistó bajo las órdenes del coronel Eleazar Segvia en apoyo a la Revolución Libertadora dirigida por el banquero Manuel Antonio Matos contra el gobierno de Cipriano Castro, sin embargo, al enfermarse regresa de las montañas de Aroa a Barquisimeto donde retoma las clases de dibujo y pintura.
En 1908 se traslada a Caracas con una beca del gobierno estatal para estudiar en la Academia de Bellas Artes. Entre 1910 a 1913 cursó estudios en la Escuela de Artes y Oficios de Barcelona, España, en donde recibió clases de Vicente Climent, José Calvo y Vicente Borrás Abella. Desde España envía una obra al I Salón Anual del Círculo de Bellas Artes en Caracas en 1913. 
En 1914, al estallar la Primera Guerra Mundial, regresó a Venezuela y se estableció en Barquisimeto, donde tuvo que realizar una serie de oficios para poder subsistir, entre los que destaca el de pintor de muebles y automóviles. Durante este tiempo tuvo la oportunidad de decorar la cúpula de la iglesia de San Juan de Cabudare, la casa de Pío Tamayo en El Tocuyo, y la vivienda del general Jacinto Fabricio Lara en Barquisimeto.
En 1917 regresa a Caracas, en donde participa de las reuniones del Círculo de Bellas Artes. En 1918 expone su obra en el Salón de Fotografía Manrique, lugar en el cual conoce al pintor ruso Nicolás Ferdinandov, con quien emprende un viaje a la isla de Margarita. En este viaje pinta el paisaje a plen air estudiando la luz tropical, obras que expone en Caracas en 1920 junto al pintor Armando Reverón. Ese mismo año contrae matrimonio con Isabel Linares. Durante estos años se dedica a la ilustración de revistas como Actualidades y Billiken, afiches y carteles de cine.  Además de practicar el dibujo humorístico y publicitario.
En 1928 trabaja para la empresa Caribbean Petroleum Corporation realizando las maquetas de los campos petroleros. Tras la muerte de su esposa ese año, se traslada a España en donde permanece hasta 1930. Tras su regreso es designado profesor en la Academia de Bellas Artes de Caracas, cargo que ocupa hasta 1936. En 1932 pintó tres murales para la iglesia de San José en Cagua. Fue fundador y primer director de la Escuela de Artes Plásticas de Barquisimeto en 1938 y de la Escuela de Artes Plásticas del Zulia en 1941. En 1954 fue seleccionado para representar a Venezuela en la Bienal de Venecia. En 1957 es jubilado por el Ministerio de Educación, tras sus años de servicio como docente en las escuelas de artes plásticas del país. Se instala en su ciudad natal en 1960, en donde fallece al año siguiente.
Su obra paisajista se caracteriza por grandes planos de color, uso de vivos colores, interés por la luz tropical, inspirado en la estética impresionista.

## Reconocimientos
Obtuvo numerosos galardones a lo largo de su vida:
- 1906 Mención honorífica, “Exposición regional del estado Lara”, Barquisimeto
- 1937 Diploma y medalla de plata, “Exposición internacional”, París
- 1941 Premio Oficial de Pintura, II Salón Oficial
- 1948 Premio Cristóbal Rojas, II Salón Anual de Artes Plásticas, Instituto Cultural Venezolano Soviético, Caracas
- 1949 Premio Arístides Rojas, X Salón Oficial / Segundo premio, Salón Planchart
- 1950 Primer premio, Salón Planchart
- 1951 Premio Antonio Edmundo Monsanto, IX Salón Arturo Michelena
- 1955 Premio José Gil Fortoul, XVI Salón Oficial
- 1956 Tercer premio, II Salón Julio T. Arze
- 1957 Premio Federico Brandt, XVIII Salón Oficial / Premio Julio T. Arze, XVIII Salón Oficial
- 1958 Premio Armando Reverón, XIX Salón Oficial
- 1960 Premio Rotary Club, Caracas
- 1961 Primer premio, VII Salón Julio T. Arze

## Colecciones públicas
Su obra está incluida en las colecciones de las siguientes instituciones:
- Galería de Arte Nacional, Caracas
- Museo de Bellas Artes, Caracas
- Museo Caracas, Palacio Municipal, Caracas
- Residencia Presidencial La Casona, Caracas
- Fundación Boulton, Caracas
- Escuela de Bellas Artes, Barquisimeto
- Banco Central de Venezuela, Caracas
- Centro de Historia Larense, Barquisimeto

## Reconocimientos Póstumos
El Museo de Bellas Artes expone cuarenta obras de Monasterios en 1968. En 1981 se realizó una exposición retrospectiva en el Museo de Arte Contemporáneo de Caracas.
Actualmente la Escuela de Artes Plásticas de Barquisimeto y la Escuela de Artes Visuales de Maracay llevan su nombre como justo homenaje a uno de los mejores paisajistas venezolanos del siglo XX. 